# Anathallis maguirei
Anathallis maguirei är en orkidéart som först beskrevs av Carlyle August Luer, och fick sitt nu gällande namn av Alec M. Pridgeon och Mark W. Chase. Anathallis maguirei ingår i släktet Anathallis och familjen orkidéer. Inga underarter finns listade i Catalogue of Life.